# Öngyilkos bevetés
Az Öngyilkos bevetés (eredeti cím: Cleanskin) 2012-ben bemutatott brit bűnügyi-thriller, melynek forgatókönyvírója, rendezője és producere Hadi Hajaig. A főszerepet Sean Bean, Abhin Galeya, Charlotte Rampling, James Fox, Tuppence Middleton, Shivani Ghai és Michelle Ryan alakítja.
A történet Londonban játszódik. A film címe, a "cleanskin" a célpontjai számára ismeretlen fedett ügynökre utal, vagy ahogy a londoni merényletek után az Egyesült Királyságban gyakrabban használták, a londoni robbantások után egy olyan szélsőségesre, akit nem ítéltek el korábban, így a nemzetbiztonsági szolgálatok számára ismeretlen.

## Cselekmény
Londonban Ewan brit hírszerző ügynök, aki magával hordozza a felesége korai halála miatti gyászt, és akit elsorvasztott a munkájával kapcsolatos állandó erőszak.
Ewan a bankba tartó Harryt, egy fegyvergyárost kísér, aki egy Semtex-et tartalmazó aktatáskával tart a bankba, akit két fegyveres támad meg, akik tüzet nyitnak, pánikot keltve a tömegben. Ewan megöli az egyiket, de nem tudja megakadályozni, hogy a másik, Ash megölje Harryt és ellopja az értékes aktatáskát. Rögtön ezután Ash a robbanóanyagot átadja egy másik fickónak, aki egy ezzel töltött kabátot viselve felrobbantja magát egy zsúfolt londoni étteremben, tömegmészárlást okozva.
Már csak néhány nap van hátra a politikai választásokig, és Ewan felettesei a fiatal ügynökkel, Markkal együtt őt is utasítják, hogy iktassák ki az összes terroristát, aki részt vett ezekben az eseményekben, rámutatva arra, hogy ez egy titkos akció, amely a titkosszolgálatok sem tudhatnak.
Ewan követi a parancsokat, de egy esetben úgy tűnik, hogy rossz embert ölt meg. Charlotte, a felettese megnyugtatja, hogy jól végezte a feladatát, és miközben utasítja, hogy folytassa, arra is felhívja a figyelmét, hogy minden olyan lehetséges bizonyítékot tüntessen el, amely kapcsolatba hozhatja őt ezekkel a műveletekkel.
Eközben Ash egy régi barátnőjével találkozva visszagondol arra, aki csak néhány évvel ezelőttig volt. Brit állampolgárként, joghallgatóként, a karizmatikus Nabil hatására a fundamentalista eszmék mellett állt ki, és most, némi tanácstalanság ellenére, kész feláldozni magát egy öngyilkos küldetésben. Ewan, aki már egy ideje a nyomában van, egy esküvői bankett közben megöli Ash-t, mielőtt az felrobbanthatná magát, de semmit sem tud tenni egy bőröndbomba ellen, amely rögtön utána pótolni látszik az imént meghiúsított robbantás pusztító hatását.
Meggyőződve arról, hogy valami nagyszabású tervet szőttek a háta mögött, mivel kollégája, Mark is parancsot kapott a likvidálására, Ewan az általa igazságtalanul megölt férfi személyes holmijai között kutakodik, és megtalálja egy doboz kulcsát, amely olyan dokumentumokat tartalmaz, amelyek bizonyítják, hogy felettese tudott az összes támadásról, és saját politikai céljaira használta fel őket.
Miután találkozót kér Charlotte-tól, Ewan feltárja előtte, hogy mit fedezett fel, és mivel nem talál megbánást, sem igazolást, sem mentséget, öngyilkosságot színlelve megöli a nőt.

## Szereplők
- Sean Bean – Ewan (Haás Vander Péter)
- Abhin Galeya – Ash
- Charlotte Rampling – Charlotte McQueen (Menszátor Magdolna)
- Peter Polycarpou – Nabil
- Tom Burke – Mark
- Tuppence Middleton – Kate
- Michelle Ryan – Emma
- Sam Douglas – Harry
- James Fox – Scott Catesby
- Tariq Jordan – Paul
- Shivani Ghai – Rena
- Chris Ryman – Yussif

## Fordítás
- Ez a szócikk részben vagy egészben  a   Cleanskin (film) című angol Wikipédia-szócikk fordításán alapul.  Az eredeti cikk szerkesztőit annak laptörténete sorolja fel. Ez a jelzés csupán a megfogalmazás eredetét és a szerzői jogokat jelzi, nem szolgál a cikkben szereplő információk forrásmegjelöléseként.
- Ez a szócikk részben vagy egészben  a   Cleanskin (film) című olasz Wikipédia-szócikk fordításán alapul.  Az eredeti cikk szerkesztőit annak laptörténete sorolja fel. Ez a jelzés csupán a megfogalmazás eredetét és a szerzői jogokat jelzi, nem szolgál a cikkben szereplő információk forrásmegjelöléseként.